# Acanthodactylus savignyi
Acanthodactylus savignyi (гребнепала ящірка Савіньї) — вид ящірок родини ящіркових (Lacertidae). Мешкає в Алжирі. Вид названий на честь французького натураліста Марі Жюля Сезара Савіньї.

## Поширення і екологія
Гребнепалі ящірки Савіньї мешкають на середземноморському узбережжі Алжиру, можливо. також на північному сході Марокко. Вони живуть в середземноморських чагарникових заростях та на прибережних дюнах, на висоті до 500 м над рівнем моря. Відкладають яйця, в кладці від 4 до 6 яєць.

## Збереження
МСОП класифікує стан збереження цього виду як близький до загрозливого. Acanthodactylus savignyi загрожує знищення природного середовища.